# Eugène Sue
Pour les articles homonymes, voir Sue.
Marie-Joseph Sue dit Eugène Sue, né le 26 janvier 1804 à Paris et mort en exil le 3 août 1857 à Annecy-le-Vieux (alors division d'Annecy du royaume de Sardaigne), est un écrivain français.
Il est principalement connu pour deux de ses romans-feuilletons à caractère social : Les Mystères de Paris (1842-1843) et Le Juif errant (1844-1845).

## Biographie

### Jeunesse
Son père, Jean-Joseph Sue (1760-1830) (fils), avait été fait chevalier de l'Empire par lettres patentes du 17 février 1815 (issu d'une lignée de chirurgiens parisiens originaire de Provence). Après avoir été chirurgien de la Garde impériale de Napoléon 1er puis médecin chef de la maison militaire du roi, il a été professeur d'anatomie et médecin consultant du roi lui-même. La marraine d'Eugène était Joséphine et son parrain Eugène de Beauharnais. Eugène étudie au lycée Condorcet. Semblable à son meilleur ami de l'époque, Adolphe Adam, le futur compositeur de Giselle et du Postillon de Lonjumeau, il se révèle  un élève médiocre et turbulent, puis un jeune homme dont les frasques défraient la chronique. En 1821, il abandonne le lycée en classe de rhétorique et, grâce à son père, est admis sans difficulté comme stagiaire à la Maison militaire du roi. Après deux ans d'apprentissage, il est affecté en 1823 aux hôpitaux de la 11e division militaire de Bayonne. La même année, il soigne les blessés de la prise de Trocadéro. Il s'ensuit une occupation du territoire espagnol et son affectation à l'hôpital militaire de Cadix. Il y demeure jusqu'en 1825. C'est là qu'il écrit sa première œuvre : un A-propos dramatique sur le sacre de Charles X. Il a même l'honneur de le voir représenter une fois devant les notables de la ville.
Tenté par la littérature, il démissionne en 1825 de son poste et part pour Paris. Ses premiers textes paraissent dans deux petits journaux : La Nouveauté et Le Kaléidoscope. Mais il revient assez vite à son premier métier et s'embarque en 1826 sur la corvette le Rhône, à destination des mers du sud, comme chirurgien de la marine (chirurgien auxiliaire de 3e classe). Pendant trois ans, il occupe ce poste en mer, passant d'un navire militaire à l'autre (le Foudroyant, le Breslaw), allant des Antilles à la Méditerranée orientale. En octobre 1827, en Grèce, il participe comme chirurgien auxiliaire de 2e classe à la bataille navale de Navarin et assiste à la destruction de la flotte turco-égyptienne par une coalition regroupant la France, l'Angleterre et la Russie. Il en fait le récit plus tard, en 1842. En 1828, de retour aux Antilles, il est gravement atteint par la fièvre jaune mais s'en sort notamment grâce aux soins d'une femme noire dont il s'est épris. Sue se servira de cette expérience riche en couleur et en drames pour écrire ses romans maritimes.
Dandy de 26 ans, il hérite en 1830 de la fortune paternelle, s'essaie à la peinture auprès de son ami Théodore Gudin, devient l’amant des plus belles femmes de Paris (il est surnommé le « Beau Sue »). Il adhère au très snob Jockey Club dès sa création en 1834. Il dilapide la fortune de son père en sept ans, et se tourne encore davantage vers la littérature pour s'assurer des revenus.

### Œuvre littéraire
Eugène Sue est l’auteur de sept romans exotiques et maritimes, onze romans de mœurs, dix romans historiques, quinze autres romans sociaux (dont une série intitulée Les Sept Péchés capitaux), deux recueils de nouvelles, huit ouvrages politiques, dix-neuf œuvres théâtrales (comédie, vaudeville, drame) et six ouvrages divers.

#### Les premiers romans
Au moment où il commence à écrire ses premiers récits, dans les années 1830, la France est  sous le charme des romans maritimes de James Fenimore Cooper. Fort de son expérience et d'un talent de conteur et de styliste bien supérieur à celui de ses rivaux (notamment Édouard Corbière), Eugène Sue publie des romans de mer (Kernok le pirate, El Gitano, Atar-Gull, La Salamandre) qui obtiennent un réel succès.
Sue est beaucoup moins soucieux d'exotisme que d'une action aventureuse, de caractères forts et de situations dramatiques. Il s'inscrit résolument dans un romantisme noir. Francis Lacassin, dans une préface à ces romans maritimes, écrit que Sue « pousse au sublime des personnages exacerbés, avec un pinceau expressionniste ». L'une des originalités de ces récits est également la grande part qui y est faite au comique et à l'ironie. À l'image des romantiques et de Victor Hugo, Eugène Sue recherche l'alliance du sublime et du grotesque. Il intègre aussi déjà une véritable critique sociale au cœur de ses romans (comme il le fera plus tard dans ses œuvres maîtresses) : la traite négrière dans Atar-Gull, la religion dans El Gitano… 

Ces romans suscitent l'admiration d'écrivains de renom. Dans son compte rendu de La Salamandre dans la Revue des Deux Mondes (1832), Balzac loue « la science d'observation de l'auteur », « une action triste et sombre, semée de scènes du comique le plus vrai et de descriptions éblouissantes, un style chaleureux, des idées neuves, et surtout la singulière faculté de colorer tout de poésie. » Sainte-Beuve déclare également en 1840 : 

« à Eugène Sue l'honneur d'avoir risqué le premier roman français en plein Océan, d'avoir le premier découvert notre Méditerranée en Littérature ! »

Néanmoins, malgré le succès de ses premiers romans, Sue situe de plus en plus ses récits maritimes dans une perspective historique : La Vigie de Koat-Vën, Le Morne-au-Diable. Son essai d'une grande Histoire de la Marine en 5 volumes (1835-1837), trop romanesque, est un échec.
Il se tourne finalement vers le roman historique, très en vogue à l'époque (Latréaumont, Jean Cavalier…) et vers le roman de mœurs (Cécile ou Une femme heureuse, Arthur, Mathilde, Mémoires d'une jeune femme…). Dans ce dernier genre, il décrit les mœurs et les perversités du monde. Son succès devient cependant plus inégal.

#### Les Mystères de Pariset les romans sociaux
Sue a la plume facile, il se convertit au socialisme et écrit entre 1842 et 1843 Les Mystères de Paris, inspiré par un ouvrage illustré, paru en Angleterre, sur le thème des mystères de Londres. Il y invente des situations si complexes que, comme le révèle Ernest Legouvé dans Soixante ans de souvenirs, il ignore souvent comment les dénouer. Ce roman suscite un intérêt énorme dans toutes les couches de la société. Théophile Gautier écrit : « Des malades ont attendu, pour mourir, la fin des Mystères de Paris. » Le succès est immense et dépasse les frontières et il influence sa vie publique — Sue est élu député de la Seine — ainsi que son orientation littéraire. Il inspire à Léo Malet, au siècle suivant, la série Les Nouveaux Mystères de Paris.
Sue publie ensuite Le Juif errant, également en feuilleton dans Le Constitutionnel.
On commence à mieux reconnaître l’intérêt des Mystères du peuple, fresque historique et politique dont le ton est donné par son exergue : « Il n’est pas une réforme religieuse, politique ou sociale, que nos pères n’aient été forcés de conquérir de siècle en siècle, au prix de leur sang, par l’insurrection. » Il est censuré par le Second Empire.
Le projet remonte aux mois qui ont suivi l’échec de la révolution de 1848 et, en novembre 1849, Maurice Lachâtre, son ami et éditeur, met en vente les premières livraisons des Mystères du peuple, utilisant pour ce faire un système de fidélisation par primes et une distribution par la poste, qui permet de déjouer la censure. Malgré ces précautions, la publication en sera interrompue à plusieurs reprises, mise à l’Index par Rome, condamnée par les évêques de France et inquiétée par la police.
Elle n'est achevée qu’en 1857, mais juste à ce moment, 60 000 exemplaires sont saisis. Le choc est tel qu’il aggrave l’état de santé du romancier. Malade et exilé, il succombe. Malgré sa disparition, le tribunal, suivant le réquisitoire du procureur Ernest Pinard, condamne l’imprimeur et l’éditeur, et ordonne la saisie et la destruction de l’ouvrage.

### Politique

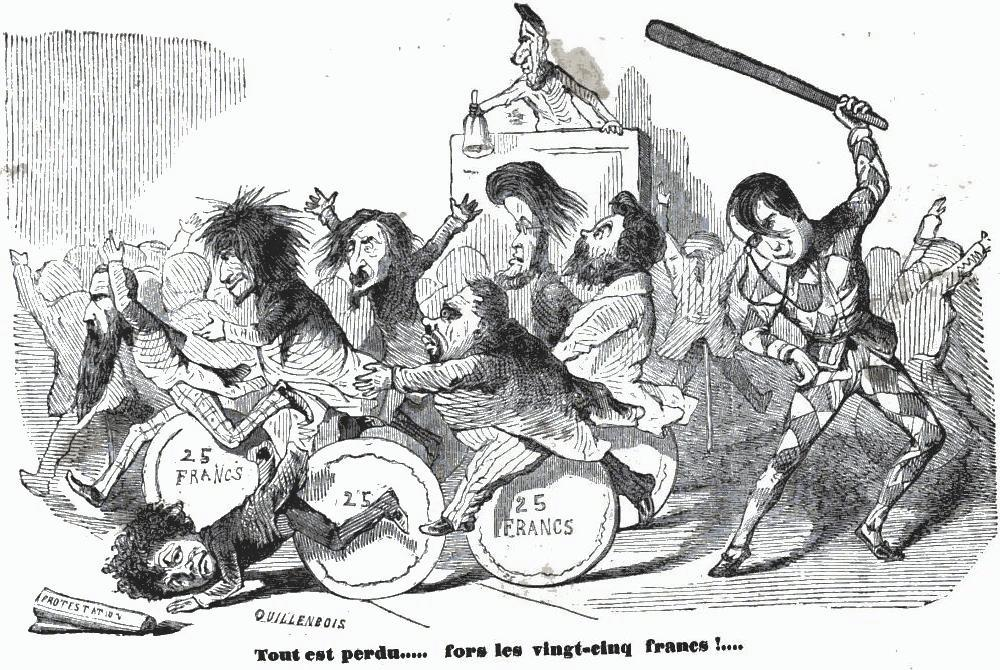
Caricature de l'Assemblée législative par Charles-Marie de Sarcus. Sue est représenté parmi les députés fuyant Émile de Girardin.

Eugène Sue est député républicain, libre-penseur et socialiste de la Seine, élu le 28 avril 1850 face au conservateur Alexandre Leclerc, à l'Assemblée législative. Lorsque Louis-Napoléon Bonaparte effectue son coup d’État, Sue doit s’enfuir en 1851 et s’exiler.
Il est accueilli dans les États de Savoie, même si le clergé local s’oppose à sa venue. De fait, le roi Victor-Emmanuel II et son chef du gouvernement, Massimo d'Azeglio, sont favorables aux idées libérales. Sue finit par s’installer dans un manoir ayant appartenu à la famille Ruphy, aux Barattes à Annecy-le-Vieux, où il vit de 1851 jusqu’à sa mort en 1857.

### Décès

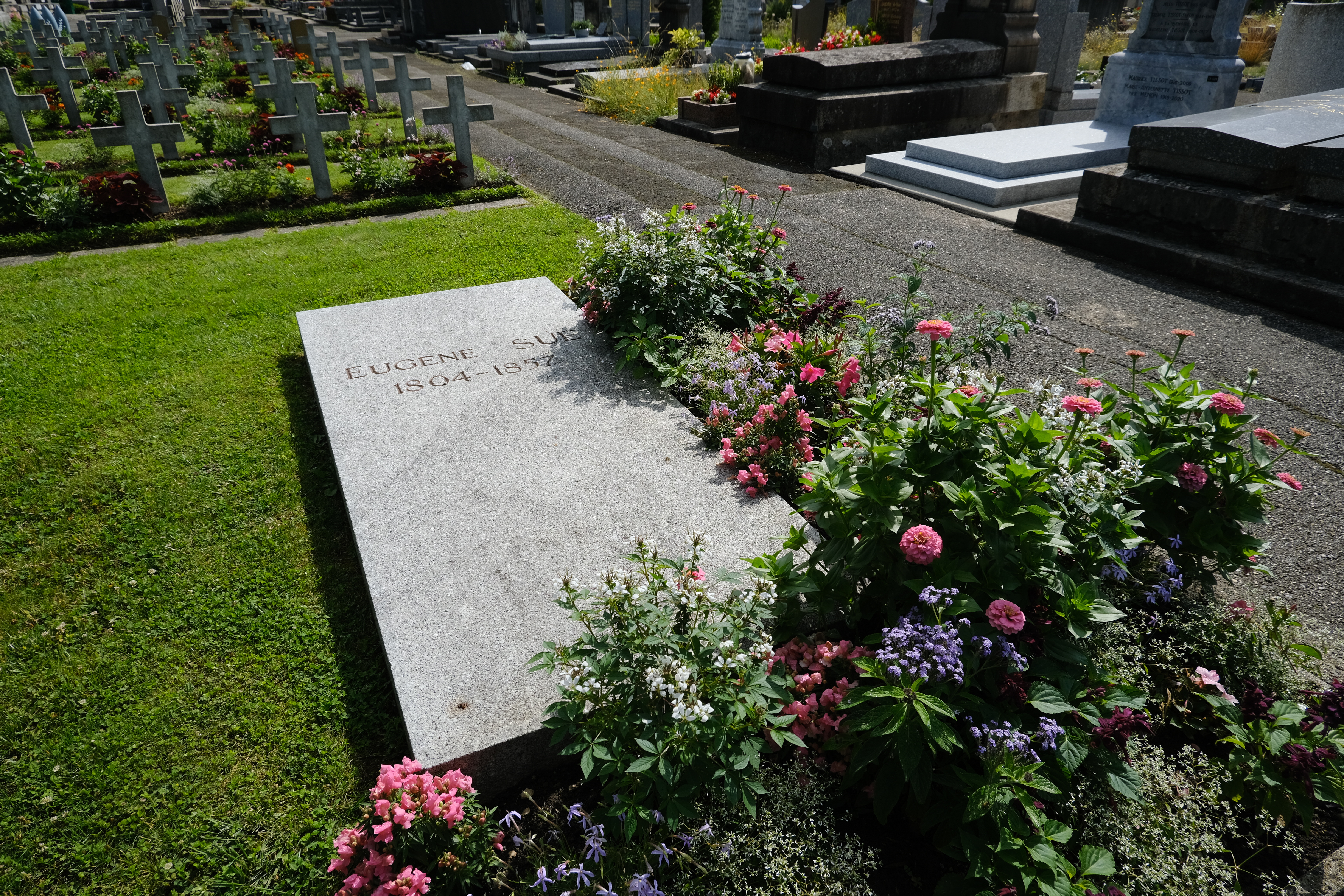
Tombe d'Eugène Sue au cimetière de Loverchy.

C'est un autre proscrit républicain, le colonel Charras, qui assiste à ses derniers instants et accomplit sa volonté d'être inhumé civilement « en libre-penseur ». Ses obsèques donnent lieu à un immense rassemblement, bien qu'elles aient lieu à six heures du matin, pour éviter tout rassemblement. Il est enterré à Annecy, au cimetière de Loverchy, dans le carré des « dissidents » (non catholiques).

## Distinction
Il reçoit le 10 mars 1839 la Légion d'honneur — pour son Histoire de la Marine —, en même temps que ses confrères Alfred de Musset et Frédéric Soulié.

Il écrivit à ce sujet, dans Une page de l'histoire de mes livres : 

« J'ai reçu — unique faveur — la croix de la Légion d'honneur il y a quinze ans, grâce à la bienveillante et courtoise initiative de M. de Salvandy, alors ministre de l'instruction publique. »

## Œuvres

### Romans exotiques et maritimes
- Kernok le pirate (1830)
- El Gitano (1830)
- Plik et Plok (édition collective de Kernok et de El Gitano) (1831)
- Atar-Gull (1831)
- La Salamandre (1832)
- La Coucaratcha, recueil de nouvelles (1832-1834)[13]
- La Vigie de Koat Vën (1833)
- Le Morne-au-diable ou l'Aventurier (1842)

### Romans historiques
- Latréaumont (1837)
- Le Marquis de Létorière ou l'Art de plaire (1838)
- Godolphin Arabian (1838)
- Kardiki (1839)
- Deleystar (édition collective du Marquis de Létorière, Godolphin Arabian, Kardiki) (1839)
- Jean Cavalier ou les Fanatiques des Cévennes (1840)
- Aventures de Hercule Hardi ou la Guyane en 1772 (1840)
- Le Colonel de Surville, histoire du temps de l'Empire, 1810 (1840)
- Deux Histoires (édition collective de Hercule Hardi et du Colonel de Surville) (1840)
- Le Commandeur de Malte (1841)

### Romans de mœurs
- Cécile ou Une femme heureuse (1835)
- Arthur (1839)
- Mathilde, Mémoires d'une jeune femme (1841) — l'édition de 1845 est illustrée par Célestin Nanteuil.
- Paula Monti ou l'Hôtel Lambert (1842)
- Thérèse Dunoyer (1842)
- L'Amiral Levacher (1852)
- Ferdinand Duplessis ou les Mémoires d'un mari (1852-1853)
- Gilbert et Gilberte (1853)
- La Marquise Cornélia Alfi (1853)
- La Famille Jouffroy - Mémoires d'une jeune fille (1854)
- Les Secrets de l'oreiller (1858)

### Romans sociaux
- Les Mystères de Paris (1842-1843)
- Le Juif errant (1844-1845)

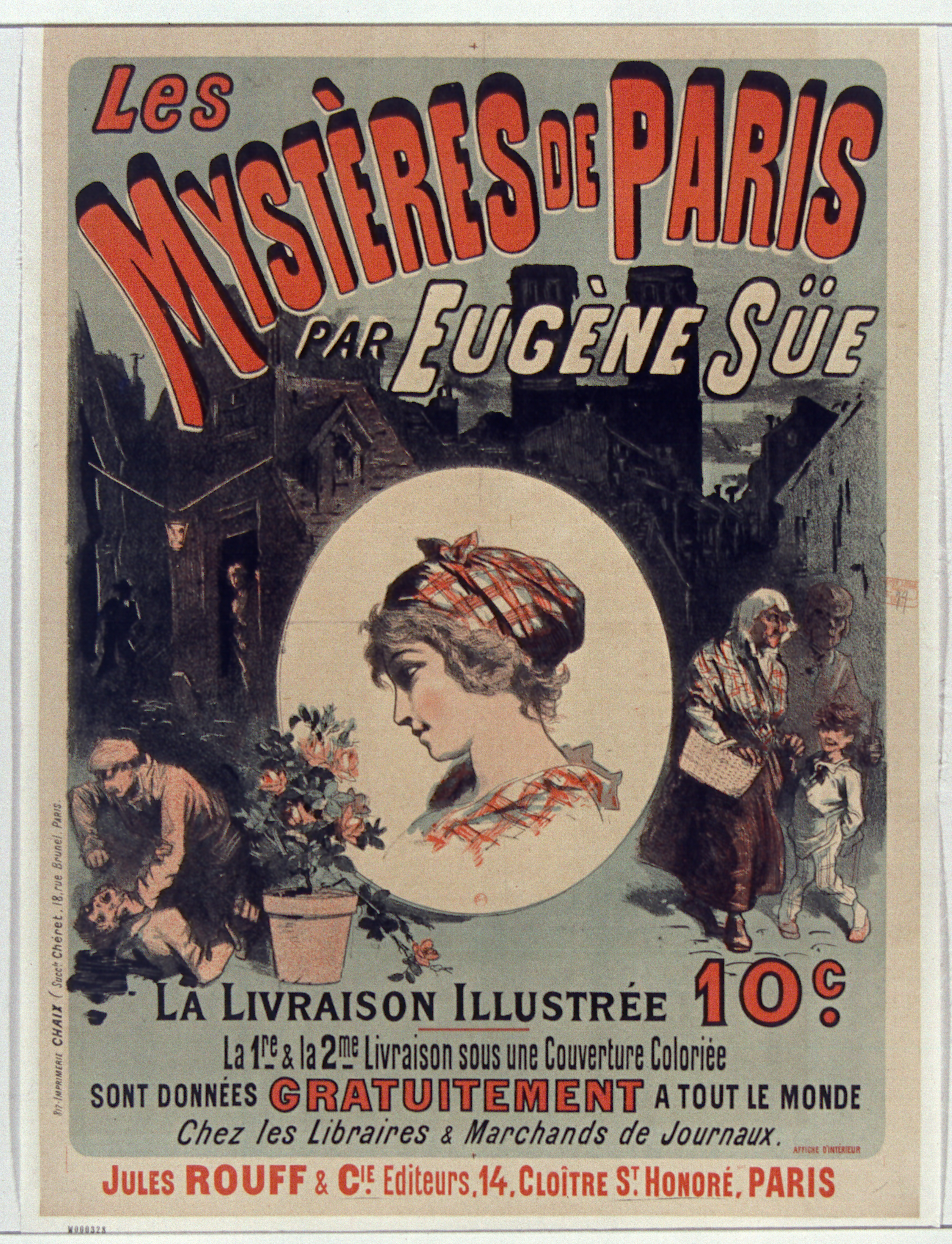
Publicité pour Les Mystères de Paris.

- Comédies sociales et scènes dialoguées, esquisses dramatiques (1846)[14]
- Martin l'enfant trouvé ou Mémoires d'un valet de chambre (1846-1847)
- Les Sept Péchés capitaux (1847-1852) : L'orgueil (La duchesse), L'envie (Frédérik Bastien), La colère (Tison d'Enfer), La luxure (Madeleine), La paresse (Le cousin Michel), L'avarice (Les millionnaires), La gourmandise (Le docteur Gasterini)
- Les Mystères du peuple (1849-1857)
- Les Enfants de l'amour (1850) ; republié sous forme de roman-feuilleton dans Le Radical du 24 octobre 1905 au 3 décembre 1905
- Les Misères des enfants trouvés (1851)
- Miss Mary ou l'Institutrice (1851)
- La Bonne Aventure (1851)
- Le Diable médecin (1854-1857) : Adèle Verneuil ou la Femme séparée de corps et de biens (1854-1855), La Duchesse douairière de Senancourt ou la Grande Dame (1855) ; Emilia Lambert ou la Lorette (1855) ; Clémence Hervé ou la Femme de lettres (1856-1857) ; Henriette Dumesnil ou la Belle-fille (1857)
- Les Fils de famille (1856)

### Ouvrages politiques et historiques
- Histoire de la Marine (1835-1837)[15]
- Histoire de la marine militaire de tous les peuples (1841)[16]
- Le Républicain des campagnes (1848)
- Le Berger de Kravan ou Entretiens socialistes et démocratiques (…) sur la prochaine présidence (1848)
- De quoi vous plaignez-vous? (1849)
- Sur les petits livres de MM. de l'Académie des sciences morales et politiques et sur les élections (1849)
- Eugène Sue aux démocrates socialistes du département de la Seine (1850)
- Jeanne et Louise ou les Familles des transportés (1853)
- La France sous l'Empire (1857)
- Lettres sur la réaction catholique (1857)
- Une page de l'histoire de mes livres, Madame de Solms dans l'exil (1857)[17]

### Filmographie
- Eugène Sue, 1974, film réalisé par Jacques Nahum, avec Bernard Verley et Pierre Arditi